# Дейв Левак
Девід Джозеф (Дейв) Левак (нар. 6 квітня 1954) — колишній канадський політик, член Ліберально-демократичної партії Канади. Був депутатом Законодавчої асамблеї провінції Онтаріо (1999—2018). Відомий найбільш тривалим в історії Онтаріо перебуванням на виборній посаді спікера Законодавчої асамблеї (2011—2018).
За ініціативою Дейва Левака у 2010 році парламент Онтаріо визнав Голодомор в Україні актом геноциду. Цей закон був підготовлений Дейвом Леваком з Ліберальної партії, також участь у підготовці брали Френк Кліс від Прогресивної консервативної партії та Чері ДіНово від Нової демократичної партії. Це перший законопроєкт в історії Онтаріо, який був поданий і представлений членами всіх фракцій (на той момент трьох) парламенту Онтаріо. Закон також встановив четверту суботу листопада Днем пам'яті Голодомору в провінції Онтаріо.